# Słobódka (rejon werenowski)
Słobódka (biał. Слабодка; ros. Слободка) – wieś na Białorusi, w obwodzie grodzieńskim, w rejonie werenowskim, w sielsowiecie Girki.
W dwudziestoleciu międzywojennym leżała w Polsce, w województwie nowogródzkim, w powiecie lidzkim, w gminie Raduń.